# Boston Legal
Boston Legal is een luchthartige Amerikaanse advocatenserie, bedacht door David E. Kelley, als spin-off van de Amerikaanse advocatenserie The Practice. 
De serie volgt de gladde advocaat Alan Shore (gespeeld door James Spader), die, geconfronteerd met een groot scala aan (Amerikaanse) maatschappelijke problemen, min of meer het goede probeert te doen
(binnen en buiten het rechtssysteem). 
Hij werkt op het in Boston gevestigde hoofdkantoor van het (fictieve) bedrijf Crane Poole & Schmidt. Vaste ondersteuning en weerwerk krijgt hij van de narcistische Denny Crane (William Shatner), die het Republikeinse- en NRA-geluid laat horen. Het kantoor wordt verder bevolkt door allerlei figuren (in steeds wisselende bezetting) die niet alleen voor romantische verwikkelingen zorgen, maar ook allerlei andere problemen belichten, zoals Asperger (in de persoon van Jerry Espenson, vertolkt door Christian Clemenson die daarvoor een prijs won). 
De serie doorbreekt de vierde wand regelmatig.
De serie ging in oktober 2004 in de Verenigde Staten van start. In Nederland werd de serie door RTL 4 uitgezonden in het televisieseizoen 2005-2006 en later (in 2013) door Fox. In België werd de serie uitgezonden door de commerciële zender VTM.
Boston Legal werd tientallen malen genomineerd voor allerlei prijzen en won er ook diverse. Spader (beste hoofdrol in een dramaserie), en Shatner (beste bijrol) wonnen door de jaren heen meerdere Emmy Awards voor hun acteerwerk in Boston Legal en The Practice.

## Rolverdeling
| Acteur           | Personage       |
| ---------------- | --------------- |
| James Spader     | Alan Shore      |
| Mark Valley      | Brad Chase      |
| René Auberjonois | Paul Lewiston   |
| William Shatner  | Denny Crane     |
| Candice Bergen   | Shirley Schmidt |
| Julie Bowen      | Denise Bauer    |
| Monica Potter    | Lori Colson     |